# Напівпричіп
Напівпри́чіп — різновид причепа, який агрегатується зі спеціалізованим сідловим тягачем через зчіпний пристрій («сідло») тягача за допомогою зчіпного шворня. Вага вантажу повністю передається несучій рамі причепа, а далі розподіляється між власними колесами напівпричепа і колесами тягача. Зв'язок причепа з тягачем використовують як для передачі цього навантаження, так і тягового зусилля. Напівпричіп не здатний пересуватися, не бувши пов'язаним з тягачем; для забезпечення його стійкості на цей час він забезпечується відкидними або висувними стійками.
Розрізняють звичайний сідельний тягач і баластний. Назва останнього пов'язана з наявністю додаткової суцільнометалевої платформи, куди завантажується баласт-вантаж для кращої зчіплюваності коліс з дорогою. При використанні напівпричепу частина вантажу лежить на тягачі, що позбавляє необхідності використання баласту і збільшує корисне навантаження.

## Типи напівпричепів

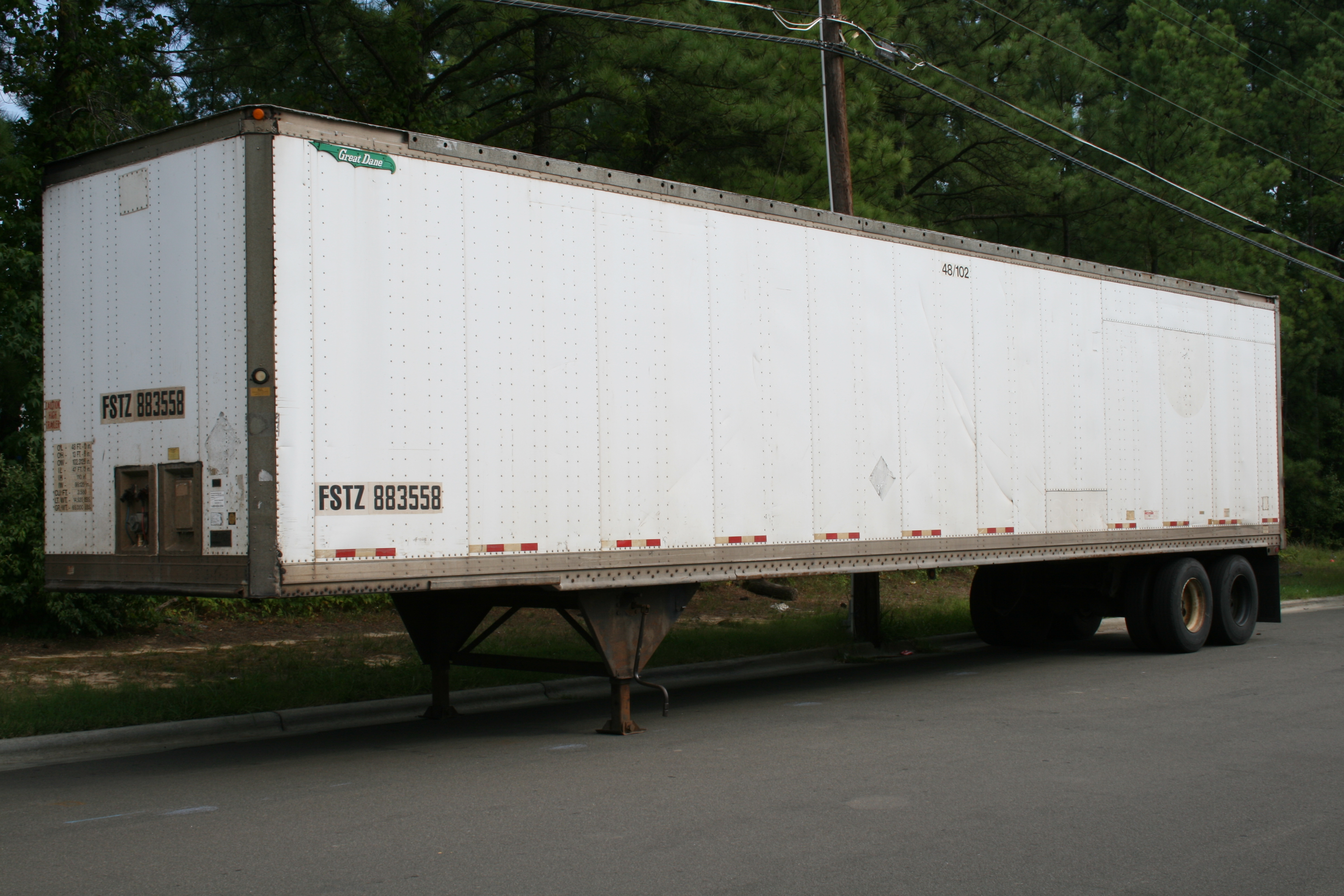
Напівпричіп вантажного автомобіля

Різноманітні типи напівпричепів розробляються для різних потреб.
За шириною поділяються на 8 футові (2,44 метра), та 2,6 метра (8 футів 6,4 дюйма). Стандартною довжиною в Північній Америці є 28 футів (8,53 метра), 32 фути (9,75 метра), 34 фути (10,36 метра), 36 футів (10,97 метра), 40 футів (12,19 метра), 45 футів (13,72 метра), 48 футів (14,63 метра) та 53 фути (16,15 метра).
Використання напівпричепів та причепів дозволяє значно зменшити собівартість вантажних перевезень. Напівпричепи та причепи додатково перевозять значну кількість вантажу. Таким чином, власник вантажівок має змогу зменшити кількість рейсів для перевезення запланованої партії товару та додатково отримати значну економію палива і амортизаційних витрат.
Провідна німецька компанія Kögel Trailer, яка займається проєктуванням та збіркою напівпричепів, добре відома завдяки надійній, високоякісній продукції, що здобула підтримки в багатьох країнах світу. Компанія входить в трійку найбільших виробників транспортних засобів в Європі.
Розвиток транспортної галузі та збільшення попиту на різноманітні перевезення призводять до появи нових та модернізованих видів транспорту. Особливо це стосується вантажних перевезень. Залежно від того, який вантаж мають перевозити, використовують різні види напівпричепів.
Серед багатьох видів транспортних засобів є змога виділити декілька найвідоміших, які використовують найчастіше:
- бортові напівпричепи — найпростіші засоби для перевезення додаткового вантажу; завдяки цьому транспорту, його особливим характеристикам, можна перевозити труби, цеглу, дошки та інші будівельні матеріали;
- тентові напівпричепи — також мають просту конструкцію, основою якої є кузов та каркас, зверху натягують синтетичний тент; під час завантажування/розвантажування транспорту тент можна підняти з усіх боків, таким чином значно прискорюється процес;
- рефрижератори — це спеціальні транспортні засоби, які обладнані камерою, температурі якої піддержується на відповідному рівні; цей вид транспорту використовують для перевезення продуктів, які швидко псуються, або для перевезення медикаментів та рослин і квітів; цей транспортний засіб одночасно підходить як для збереження вантажу, так і для його перевезення;
- автоцистерни — використовують для перевезення рідини.
- фура — універсальний напівпричіп з тентованим або металевим кузовом, призначений для ефективної та безпечного перевезення товарів, які потребують особливого захисту від зовнішніх впливів (медикаменти, харчові продукти, побутова техніка та інше).

Також існують спеціалізовані напівпричепи:
- бетоновози та цементовози — для перевезення бетонних сумішей;
- автовози — для перевезення легкових автомобілів;
- лісовози — для перевезення деревини[8];
- контейнерні — для перевезення контейнерів;
- самоскиди — для сипучих вантажів, стійких до атмосферних впливів, які можна вивантажувати шляхом перекидання кузова;
- низькорамні напівпричепи або трали — для транспортування негабаритних вантажів (техніки, обладнання);
- з краном — напівпричіп, оснащений краном, який використовується для завантаження, розвантаження та переміщення вантажів;
- з гідробортом — напівпричіп, оснащений гідравлічною платформою, яка використовується для завантаження та розвантаження вантажів з кузовів вантажних автомобілів.